# 다도로
다도로(Dado-ro)는 전북특별자치도 나주시 다도면 에서 나주시 도암면 용강교차로를 잇는 도로이다.

## 주요 경유지
전북특별자치도
- 나주시 (다도면) - 화순군 도암면)

## 노선
| 이름                | 접속 노선 | 소재지 | 소재지     | 비고 |
| ------------------- | --------- | ------ | ---------- | ---- |
| (이름없음)          | 세남로    | 나주시 | 다도면     |      |
| 다도면덕동리 교차로 | 도천로    | 나주시 | 다도면     |      |
| 선덕골재            |           | 나주시 | 다도면     |      |
| 도장교              |           | 나주시 | 다도면     |      |
| 장암교              |           | 나주시 | 다도면     |      |
| 수안등재            |           | 나주시 | 다도면     |      |
| 방산교              |           | 나주시 | 다도면     |      |
|                     | 화순군    | 도암면 |            |      |
| 도암 교차로         | 화순군    | 도암면 | 운치도암로 |      |
| 천태로와 직결       |           |        |            |      |